# KNVB-Pokal 2002/03
Der KNVB-Pokal 2002/03 (unter Sponsorenschaft auch Amstel-Cup) war die 85. Auflage des niederländischen Fußball-Pokalwettbewerbs. An ihr nahmen die 18 Mannschaften der Eredivisie, die 18 Teams der Eerste Divisie und 50 Vertreter aus dem Amateurbereich teil.
Pokalsieger wurde Vorjahresfinalist FC Utrecht. Das Team setzte sich im Finale gegen Feyenoord Rotterdam durch. Der Sieger erhielt einen Startplatz im UEFA-Pokal.

## Modus
In der Gruppenphase starteten 78 Mannschaften in 20 Gruppen. Die beiden besten Vereine jeder Gruppe kamen in die nächste Runde, mit Ausnahme der Gruppen 4 und 13, die aus drei Mannschaften bestanden und nur der Erste weiterkam.
Die nächsten Runden wurden im K.-o.-System entschieden. Bei unentschiedenem Ausgang gab es eine Verlängerung von zweimal 15 Minuten und gegebenenfalls ein Elfmeterschießen. Wenn in der Verlängerung einer Mannschaft ein Treffer gelang, wurde die Partie durch das Golden Goal beendet.

## Teilnehmende Teams
| Eredivisie (18) | Eredivisie (18) | Eerste Divisie (18) | Eerste Divisie (18) |
| --- | --- | --- | --- |
| - Ajax Amsterdam - PSV Eindhoven - Feyenoord Rotterdam - SC Heerenveen - FC Utrecht - Vitesse Arnheim - NAC Breda - Willem II Tilburg - AZ Alkmaar                                                | - BV De Graafschap - FC Groningen - NEC Nijmegen - Roda JC Kerkrade - FC Twente Enschede - RKC Waalwijk - Excelsior Rotterdam ▲ - RBC Roosendaal ▲ - FC Zwolle ▲                                  | - FC Den Bosch ▼ - Fortuna Sittard ▼ - Sparta Rotterdam ▼ - Cambuur Leeuwarden - ADO Den Haag - BVO Emmen - FC Dordrecht - FC Eindhoven - Go Ahead Eagles                               | - HFC Haarlem - Heracles Almelo - Helmond Sport - MVV Maastricht - Stormvogels Telstar - TOP Oss - BV Veendam - VVV-Venlo - FC Volendam                                                             |
| Amateure (50) | | | |
| - ACV Assen - AGOVV Apeldoorn - AFC Amsterdam - VV Appingedam - SV Argon - ASWH - SV Babberich-Hoornstra - BVV Barendrecht - VV Baronie - VV De Bataven - Be Quick '28 - VV Bennekom - VV Capelle | - SV Deltasport Vlaardingen - EVV Echt - USV Elinkwijk - VV Hoogeveen - VV Geldrop - VV Gemert - SC Genemuiden - GVVV - HSC ’21 Haaksbergen - FC Hilversum - HSV Hoek - HVV Hollandia - SV Huizen | - Jong Ajax - Jong Vitesse - SC Joure - JVC Cuijk - VV Kloetinge - HSV Kranenburg - Excelsior Maassluis - SV Meerssen - VV Noordwijk - SDC Putten - Rijnsburgse Boys - SVV Scheveningen | - RKSV Schijndel - SV Spakenburg - RKVV STEVO - Ter Leede Sassenheim - VSV TONEGIDO - SV TOP Oss - SV De Treffers - RKSV UDI ’19/Beter Bed - VV UNA - SV Urk - VVOG Harderwijk - RCVV Zwart-Wit '28 |

## Gruppenphase

### Gruppe 1
| Datum      |                      | Ergebnis |                      |
| ---------- | -------------------- | -------- | -------------------- |
| 09.08.2002 | Jong Ajax            | 2:2      | AZ Alkmaar           |
| 10.08.2002 | HVV Hollandia        | 1:1      | Ter Leede Sassenheim |
| 14.08.2002 | Ter Leede Sassenheim | 1:7      | Jong Ajax            |
| 14.08.2002 | HVV Hollandia        | 0:4      | AZ Alkmaar           |
| 20.08.2002 | Jong Ajax            | 6:0      | HVV Hollandia        |
| 27.08.2002 | AZ Alkmaar           | 5:1      | Ter Leede Sassenheim |

| Pl. | Verein                   | Sp. | S | U | N | Tore    | Diff. | Punkte |
| --- | ------------------------ | --- | - | - | - | ------- | ----- | ------ |
| 1.  | Jong Ajax (A)            | 3   | 2 | 1 | 0 | 015:200 | +13   | 07     |
| 2.  | AZ Alkmaar (E)           | 3   | 2 | 1 | 0 | 011:300 | +8    | 07     |
| 3.  | HVV Hollandia (A)        | 3   | 0 | 2 | 1 | 001:110 | −10   | 02     |
| 4.  | Ter Leede Sassenheim (A) | 3   | 0 | 1 | 2 | 002:130 | −11   | 01     |

### Gruppe 2
| Datum      |               | Ergebnis |               |
| ---------- | ------------- | -------- | ------------- |
| 08.08.2002 | FC Hilversum  | 0:4      | FC Volendam   |
| 10.08.2002 | AFC Amsterdam | 0:3      | SV Huizen     |
| 13.08.2002 | AFC Amsterdam | 3:3      | FC Volendam   |
| 14.08.2002 | SV Huizen     | 2:2      | FC Hilversum  |
| 20.08.2002 | FC Hilversum  | 3:1      | AFC Amsterdam |
| 20.08.2002 | FC Volendam   | 1:1      | SV Huizen     |

| Pl. | Verein            | Sp. | S | U | N | Tore    | Diff. | Punkte |
| --- | ----------------- | --- | - | - | - | ------- | ----- | ------ |
| 1.  | FC Volendam (D)   | 3   | 1 | 2 | 0 | 008:400 | +4    | 05     |
| 2.  | SV Huizen (A)     | 3   | 1 | 2 | 0 | 006:300 | +3    | 05     |
| 3.  | FC Hilversum (A)  | 3   | 1 | 1 | 1 | 005:700 | −2    | 04     |
| 4.  | AFC Amsterdam (A) | 3   | 0 | 1 | 2 | 004:900 | −5    | 01     |

### Gruppe 3
| Datum      |                     | Ergebnis |                     |
| ---------- | ------------------- | -------- | ------------------- |
| 10.08.2002 | SV Argon            | 2:2      | Rijnsburgse Boys    |
| 10.08.2002 | Stormvogels Telstar | 6:1      | VV Noordwijk        |
| 13.08.2002 | VV Noordwijk        | 0:1      | SV Argon            |
| 13.08.2002 | Rijnsburgse Boys    | 0:3      | Stormvogels Telstar |
| 20.08.2002 | Stormvogels Telstar | 3:1      | SV Argon            |
| 20.08.2002 | VV Noordwijk        | 3:3      | Rijnsburgse Boys    |

| Pl. | Verein                  | Sp. | S | U | N | Tore    | Diff. | Punkte |
| --- | ----------------------- | --- | - | - | - | ------- | ----- | ------ |
| 1.  | Stormvogels Telstar (D) | 3   | 3 | 0 | 0 | 012:200 | +10   | 09     |
| 2.  | SV Argon (A)            | 3   | 1 | 1 | 1 | 004:500 | −1    | 04     |
| 3.  | Rijnsburgse Boys (A)    | 3   | 0 | 2 | 1 | 005:800 | −3    | 02     |
| 4.  | VV Noordwijk (A)        | 3   | 0 | 1 | 2 | 004:100 | −6    | 01     |

### Gruppe 4
| Datum      |                           | Ergebnis |                           |
| ---------- | ------------------------- | -------- | ------------------------- |
| 10.08.2002 | SVV Scheveningen          | 2:0      | SV Deltasport Vlaardingen |
| 13.08.2002 | ADO Den Haag              | 3:2      | SVV Scheveningen          |
| 20.08.2002 | SV Deltasport Vlaardingen | 0:4      | ADO Den Haag              |

| Pl. | Verein                        | Sp. | S | U | N | Tore    | Diff. | Punkte |
| --- | ----------------------------- | --- | - | - | - | ------- | ----- | ------ |
| 1.  | ADO Den Haag (D)              | 2   | 2 | 0 | 0 | 007:200 | +5    | 06     |
| 2.  | SVV Scheveningen (A)          | 2   | 1 | 0 | 1 | 004:300 | +1    | 03     |
| 3.  | SV Deltasport Vlaardingen (A) | 2   | 0 | 0 | 2 | 000:600 | −6    | 0      |

### Gruppe 5
| Datum      |                    | Ergebnis |                    |
| ---------- | ------------------ | -------- | ------------------ |
| 10.08.2002 | VSV TONEGIDO       | 0:3      | RCVV Zwart-Wit '28 |
| 10.08.2002 | HFC Haarlem        | 1:2      | Sparta Rotterdam   |
| 20.08.2002 | HFC Haarlem        | 10:20    | VSV TONEGIDO       |
| 20.08.2002 | RCVV Zwart-Wit '28 | 1:3      | Sparta Rotterdam   |
| 27.08.2002 | RCVV Zwart-Wit '28 | 2:5      | HFC Haarlem        |
| 27.08.2002 | VSV TONEGIDO       | 0:3      | Sparta Rotterdam   |

| Pl. | Verein                 | Sp. | S | U | N | Tore    | Diff. | Punkte |
| --- | ---------------------- | --- | - | - | - | ------- | ----- | ------ |
| 1.  | Sparta Rotterdam (D)   | 3   | 3 | 0 | 0 | 008:200 | +6    | 09     |
| 2.  | HFC Haarlem (D)        | 3   | 2 | 0 | 1 | 016:600 | +10   | 06     |
| 3.  | RCVV Zwart-Wit '28 (A) | 3   | 1 | 0 | 2 | 005:800 | −3    | 03     |
| 4.  | VSV TONEGIDO (A)       | 3   | 0 | 0 | 3 | 002:150 | −13   | 0      |

### Gruppe 6
| Datum      |                     | Ergebnis |                     |
| ---------- | ------------------- | -------- | ------------------- |
| 10.08.2002 | VV Capelle          | 1:3      | Excelsior Rotterdam |
| 10.08.2002 | HSV Kranenburg      | 0:3      | Excelsior Maassluis |
| 13.08.2002 | Excelsior Maassluis | 1:1      | VV Capelle          |
| 14.08.2002 | Excelsior Rotterdam | 4:0      | HSV Kranenburg      |
| 20.08.2002 | VV Capelle          | 2:1      | HSV Kranenburg      |
| 20.08.2002 | Excelsior Maassluis | 1:1      | Excelsior Rotterdam |

| Pl. | Verein                  | Sp. | S | U | N | Tore    | Diff. | Punkte |
| --- | ----------------------- | --- | - | - | - | ------- | ----- | ------ |
| 1.  | Excelsior Rotterdam (E) | 3   | 2 | 1 | 0 | 008:200 | +6    | 07     |
| 2.  | Excelsior Maassluis (A) | 3   | 1 | 2 | 0 | 005:200 | +3    | 05     |
| 3.  | VV Capelle (A)          | 3   | 1 | 1 | 1 | 004:500 | −1    | 04     |
| 4.  | HSV Kranenburg (A)      | 3   | 0 | 0 | 3 | 001:900 | −8    | 0      |

### Gruppe 7
| Datum      |                        | Ergebnis |                        |
| ---------- | ---------------------- | -------- | ---------------------- |
| 10.08.2002 | BVV Barendrecht        | 0:2      | FC Dordrecht           |
| 10.08.2002 | TOP Oss                | 1:1      | RKSV UDI ’19/Beter Bed |
| 13.08.2002 | RKSV UDI ’19/Beter Bed | 4:0      | BVV Barendrecht        |
| 13.08.2002 | FC Dordrecht           | 1:2      | TOP Oss                |
| 20.08.2002 | RKSV UDI ’19/Beter Bed | 0:1      | FC Dordrecht           |
| 27.08.2002 | BVV Barendrecht        | 0:5      | TOP Oss                |

| Pl. | Verein                     | Sp. | S | U | N | Tore    | Diff. | Punkte |
| --- | -------------------------- | --- | - | - | - | ------- | ----- | ------ |
| 1.  | TOP Oss (D)                | 3   | 2 | 1 | 0 | 008:200 | +6    | 07     |
| 2.  | FC Dordrecht (D)           | 3   | 2 | 0 | 1 | 004:200 | +2    | 06     |
| 3.  | RKSV UDI ’19/Beter Bed (A) | 3   | 1 | 1 | 1 | 005:200 | +3    | 04     |
| 4.  | BVV Barendrecht (A)        | 3   | 0 | 0 | 3 | 000:110 | −11   | 0      |

### Gruppe 8
| Datum      |                | Ergebnis |                |
| ---------- | -------------- | -------- | -------------- |
| 10.08.2002 | VV Kloetinge   | 1:2      | HSV Hoek       |
| 10.08.2002 | VV Baronie     | 1:3      | RBC Roosendaal |
| 13.08.2002 | HSV Hoek       | 5:2      | VV Baronie     |
| 13.08.2002 | RBC Roosendaal | 2:1      | VV Kloetinge   |
| 20.08.2002 | VV Baronie     | 5:2      | VV Kloetinge   |
| 20.08.2002 | HSV Hoek       | 1:3      | RBC Roosendaal |

| Pl. | Verein             | Sp. | S | U | N | Tore    | Diff. | Punkte |
| --- | ------------------ | --- | - | - | - | ------- | ----- | ------ |
| 1.  | RBC Roosendaal (E) | 3   | 3 | 0 | 0 | 008:300 | +5    | 09     |
| 2.  | HSV Hoek (A)       | 3   | 2 | 0 | 1 | 008:600 | +2    | 06     |
| 3.  | VV Baronie (A)     | 3   | 1 | 0 | 2 | 008:100 | −2    | 03     |
| 4.  | VV Kloetinge (A)   | 3   | 0 | 0 | 3 | 004:900 | −5    | 0      |

### Gruppe 9
| Datum      |              | Ergebnis |              |
| ---------- | ------------ | -------- | ------------ |
| 08.08.2002 | RKC Waalwijk | 12:00    | SV TOP Oss   |
| 10.08.2002 | ASWH         | 0:0      | FC Eindhoven |
| 13.08.2002 | SV TOP Oss   | 2:1      | ASWH         |
| 13.08.2002 | FC Eindhoven | 1:4      | RKC Waalwijk |
| 20.08.2002 | SV TOP Oss   | 0:4      | FC Eindhoven |
| 21.08.2002 | ASWH         | 0:5      | RKC Waalwijk |

| Pl. | Verein           | Sp. | S | U | N | Tore    | Diff. | Punkte |
| --- | ---------------- | --- | - | - | - | ------- | ----- | ------ |
| 1.  | RKC Waalwijk (E) | 3   | 3 | 0 | 0 | 021:100 | +20   | 09     |
| 2.  | FC Eindhoven (D) | 3   | 1 | 1 | 1 | 005:400 | +1    | 04     |
| 3.  | SV TOP Oss (A)   | 3   | 1 | 0 | 2 | 002:170 | −15   | 03     |
| 4.  | ASWH (A)         | 3   | 0 | 1 | 2 | 001:700 | −6    | 01     |

### Gruppe 10
| Datum      |               | Ergebnis |               |
| ---------- | ------------- | -------- | ------------- |
| 10.08.2002 | VV UNA        | 0:1      | Helmond Sport |
| 11.08.2002 | VV Geldrop    | 0:5      | FC Den Bosch  |
| 13.08.2002 | Helmond Sport | 1:1      | FC Den Bosch  |
| 20.08.2002 | VV UNA        | 2:0      | VV Geldrop    |
| 27.08.2002 | VV Geldrop    | 3:0      | Helmond Sport |
| 27.08.2002 | FC Den Bosch  | 1:1      | VV UNA        |

| Pl. | Verein            | Sp. | S | U | N | Tore    | Diff. | Punkte |
| --- | ----------------- | --- | - | - | - | ------- | ----- | ------ |
| 1.  | Helmond Sport (D) | 3   | 2 | 1 | 0 | 005:100 | +4    | 07     |
| 2.  | VV UNA (A)        | 3   | 2 | 0 | 1 | 003:100 | +2    | 06     |
| 3.  | FC Den Bosch (D)  | 3   | 1 | 1 | 1 | 006:200 | +4    | 04     |
| 4.  | VV Geldrop (A)    | 3   | 0 | 0 | 3 | 000:100 | −10   | 0      |

### Gruppe 11
| Datum      |                 | Ergebnis |                 |
| ---------- | --------------- | -------- | --------------- |
| 10.08.2002 | VV Gemert       | 2:2      | VVV-Venlo       |
| 10.08.2002 | Fortuna Sittard | 1:0      | RKSV Schijndel  |
| 13.08.2002 | RKSV Schijndel  | 2:0      | VV Gemert       |
| 13.08.2002 | VVV-Venlo       | 1:0      | Fortuna Sittard |
| 20.08.2002 | VV Gemert       | 3:2      | Fortuna Sittard |
| 20.08.2002 | RKSV Schijndel  | 1:1      | VVV-Venlo       |

| Pl. | Verein              | Sp. | S | U | N | Tore    | Diff. | Punkte |
| --- | ------------------- | --- | - | - | - | ------- | ----- | ------ |
| 1.  | VVV-Venlo (D)       | 3   | 1 | 2 | 0 | 004:300 | +1    | 05     |
| 2.  | RKSV Schijndel (A)  | 3   | 1 | 1 | 1 | 003:200 | +1    | 04     |
| 3.  | VV Gemert (A)       | 3   | 1 | 1 | 1 | 005:600 | −1    | 04     |
| 4.  | Fortuna Sittard (D) | 3   | 1 | 0 | 2 | 003:400 | −1    | 03     |

### Gruppe 12
| Datum      |                  | Ergebnis |                  |
| ---------- | ---------------- | -------- | ---------------- |
| 06.08.2002 | SV Meerssen      | 0:4      | Roda JC Kerkrade |
| 10.08.2002 | EVV Echt         | 2:2      | MVV Maastricht   |
| 13.08.2002 | SV Meerssen      | 3:2      | EVV Echt         |
| 13.08.2002 | Roda JC Kerkrade | 3:1      | MVV Maastricht   |
| 20.08.2002 | SV Meerssen      | 3:4      | MVV Maastricht   |
| 20.08.2002 | EVV Echt         | 0:3      | Roda JC Kerkrade |

| Pl. | Verein               | Sp. | S | U | N | Tore    | Diff. | Punkte |
| --- | -------------------- | --- | - | - | - | ------- | ----- | ------ |
| 1.  | Roda JC Kerkrade (E) | 3   | 3 | 0 | 0 | 010:100 | +9    | 09     |
| 2.  | MVV Maastricht (D)   | 3   | 1 | 1 | 1 | 007:800 | −1    | 04     |
| 3.  | SV Meerssen (A)      | 3   | 1 | 0 | 2 | 006:100 | −4    | 03     |
| 4.  | EVV Echt (A)         | 3   | 0 | 1 | 2 | 004:800 | −4    | 01     |

### Gruppe 13
| Datum      |              | Ergebnis |              |
| ---------- | ------------ | -------- | ------------ |
| 10.08.2002 | JVC Cuijk    | 1:2      | NEC Nijmegen |
| 13.08.2002 | NEC Nijmegen | 7:0      | GVVV         |
| 20.08.2002 | GVVV         | 1:2      | JVC Cuijk    |

| Pl. | Verein           | Sp. | S | U | N | Tore    | Diff. | Punkte |
| --- | ---------------- | --- | - | - | - | ------- | ----- | ------ |
| 1.  | NEC Nijmegen (E) | 2   | 2 | 0 | 0 | 009:100 | +8    | 06     |
| 2.  | JVC Cuijk (A)    | 2   | 1 | 0 | 1 | 003:300 | ±0    | 03     |
| 3.  | GVVV (A)         | 2   | 0 | 0 | 2 | 001:900 | −8    | 0      |

### Gruppe 14
| Datum      |                  | Ergebnis |                  |
| ---------- | ---------------- | -------- | ---------------- |
| 10.08.2002 | VV De Bataven    | 0:2      | BV De Graafschap |
| 10.08.2002 | SV De Treffers   | 2:2      | VV Bennekom      |
| 13.08.2002 | VV De Bataven    | 2:1      | VV Bennekom      |
| 13.08.2002 | BV De Graafschap | 1:1      | SV De Treffers   |
| 21.08.2002 | SV De Treffers   | 4:0      | VV De Bataven    |
| 27.08.2002 | VV Bennekom      | 0:3      | BV De Graafschap |

| Pl. | Verein               | Sp. | S | U | N | Tore    | Diff. | Punkte |
| --- | -------------------- | --- | - | - | - | ------- | ----- | ------ |
| 1.  | BV De Graafschap (E) | 3   | 2 | 1 | 0 | 010:100 | +9    | 07     |
| 2.  | SV De Treffers (A)   | 3   | 1 | 2 | 0 | 007:800 | −1    | 05     |
| 3.  | VV De Bataven (A)    | 3   | 1 | 0 | 2 | 006:100 | −4    | 03     |
| 4.  | VV Bennekom (A)      | 3   | 0 | 1 | 2 | 004:800 | −4    | 01     |

### Gruppe 15
| Datum      |                     | Ergebnis |                     |
| ---------- | ------------------- | -------- | ------------------- |
| 10.08.2002 | SDC Putten          | 0:2      | FC Twente Enschede  |
| 10.08.2002 | HSC ’21 Haaksbergen | 4:4      | SV Babberich        |
| 13.08.2002 | SV Babberich        | 2:0      | SDC Putten          |
| 13.08.2002 | FC Twente Enschede  | 4:1      | HSC ’21 Haaksbergen |
| 20.08.2002 | SDC Putten          | 1:3      | HSC ’21 Haaksbergen |
| 20.08.2002 | FC Twente Enschede  | 1:1      | SV Babberich        |

| Pl. | Verein                  | Sp. | S | U | N | Tore    | Diff. | Punkte |
| --- | ----------------------- | --- | - | - | - | ------- | ----- | ------ |
| 1.  | FC Twente Enschede (E)  | 3   | 2 | 1 | 0 | 006:100 | +5    | 07     |
| 2.  | SV Babberich (A)        | 3   | 1 | 2 | 0 | 007:300 | +4    | 05     |
| 3.  | HSC ’21 Haaksbergen (A) | 3   | 1 | 1 | 1 | 002:700 | −5    | 04     |
| 4.  | SDC Putten (A)          | 3   | 0 | 0 | 3 | 003:700 | −4    | 0      |

### Gruppe 16
| Datum      |                 | Ergebnis |                 |
| ---------- | --------------- | -------- | --------------- |
| 07.08.2002 | RKVV STEVO      | 1:3      | AGOVV Apeldoorn |
| 10.08.2002 | Be Quick '28    | 0:4      | Heracles Almelo |
| 13.08.2002 | AGOVV Apeldoorn | 3:0      | Be Quick '28    |
| 13.08.2002 | RKVV STEVO      | 2:4      | Heracles Almelo |
| 20.08.2002 | Be Quick '28    | 0:0      | RKVV STEVO      |
| 04.09.2002 | Heracles Almelo | 2:1      | AGOVV Apeldoorn |

| Pl. | Verein              | Sp. | S | U | N | Tore    | Diff. | Punkte |
| --- | ------------------- | --- | - | - | - | ------- | ----- | ------ |
| 1.  | Heracles Almelo (D) | 3   | 3 | 0 | 0 | 007:200 | +5    | 09     |
| 2.  | AGOVV Apeldoorn (A) | 3   | 2 | 0 | 1 | 007:500 | +2    | 06     |
| 3.  | RKVV STEVO (A)      | 3   | 0 | 1 | 2 | 007:900 | −2    | 01     |
| 4.  | Be Quick '28 (A)    | 3   | 0 | 1 | 2 | 001:600 | −5    | 01     |

### Gruppe 17
| Datum      |               | Ergebnis |               |
| ---------- | ------------- | -------- | ------------- |
| 10.08.2002 | SV Spakenburg | 0:3      | FC Zwolle     |
| 10.08.2002 | Jong Vitesse  | 3:2      | USV Elinkwijk |
| 13.08.2002 | USV Elinkwijk | 4:1      | SV Spakenburg |
| 13.08.2002 | FC Zwolle     | 2:3      | Jong Vitesse  |
| 20.08.2002 | SV Spakenburg | 2:4      | Jong Vitesse  |
| 20.08.2002 | USV Elinkwijk | 0:5      | FC Zwolle     |

| Pl. | Verein            | Sp. | S | U | N | Tore    | Diff. | Punkte |
| --- | ----------------- | --- | - | - | - | ------- | ----- | ------ |
| 1.  | Jong Vitesse (A)  | 3   | 3 | 0 | 0 | 010:600 | +4    | 09     |
| 2.  | FC Zwolle (E)     | 3   | 2 | 0 | 1 | 010:300 | +7    | 06     |
| 3.  | USV Elinkwijk (A) | 3   | 1 | 0 | 2 | 006:900 | −3    | 03     |
| 4.  | SV Spakenburg (A) | 3   | 0 | 0 | 3 | 003:110 | −8    | 0      |

### Gruppe 18
| Datum      |                 | Ergebnis |                 |
| ---------- | --------------- | -------- | --------------- |
| 09.08.2002 | VV Hoogeveen    | 0:10     | Go Ahead Eagles |
| 10.08.2002 | BVO Emmen       | 4:0      | VVOG Harderwijk |
| 13.08.2002 | Go Ahead Eagles | 2:0      | BVO Emmen       |
| 13.08.2002 | VVOG Harderwijk | 1:4      | VV Hoogeveen    |
| 20.08.2002 | VVOG Harderwijk | 1:2      | Go Ahead Eagles |
| 27.08.2002 | VV Hoogeveen    | 0:2      | BVO Emmen       |

| Pl. | Verein              | Sp. | S | U | N | Tore    | Diff. | Punkte |
| --- | ------------------- | --- | - | - | - | ------- | ----- | ------ |
| 1.  | Go Ahead Eagles (D) | 3   | 3 | 0 | 0 | 014:100 | +13   | 09     |
| 2.  | BVO Emmen (D)       | 3   | 2 | 0 | 1 | 006:200 | +4    | 06     |
| 3.  | VV Hoogeveen (A)    | 3   | 1 | 0 | 2 | 004:130 | −9    | 03     |
| 4.  | VVOG Harderwijk (A) | 3   | 0 | 0 | 3 | 002:100 | −8    | 0      |

### Gruppe 19
| Datum      |                    | Ergebnis |                    |
| ---------- | ------------------ | -------- | ------------------ |
| 09.08.2002 | SC Genemuiden      | 0:7      | Cambuur Leeuwarden |
| 10.08.2002 | SV Urk             | 3:0      | SC Joure           |
| 13.08.2002 | SC Joure           | 6:2      | SC Genemuiden      |
| 13.08.2002 | Cambuur Leeuwarden | 6:1      | SV Urk             |
| 20.08.2002 | SC Joure           | 6:4      | Cambuur Leeuwarden |
| 20.08.2002 | SC Genemuiden      | 2:4      | SV Urk             |

| Pl. | Verein                 | Sp. | S | U | N | Tore    | Diff. | Punkte |
| --- | ---------------------- | --- | - | - | - | ------- | ----- | ------ |
| 1.  | Cambuur Leeuwarden (D) | 3   | 2 | 0 | 1 | 017:700 | +10   | 06     |
| 2.  | SC Joure (A)           | 3   | 2 | 0 | 1 | 012:900 | +3    | 06     |
| 3.  | SV Urk (A)             | 3   | 2 | 0 | 1 | 008:800 | ±0    | 06     |
| 4.  | SC Genemuiden (A)      | 3   | 0 | 0 | 3 | 004:170 | −13   | 0      |

### Gruppe 20
| Datum      |               | Ergebnis |               |
| ---------- | ------------- | -------- | ------------- |
| 10.08.2002 | ACV Assen     | 0:3      | FC Groningen  |
| 13.08.2002 | FC Groningen  | 1:1      | BV Veendam    |
| 20.08.2002 | BV Veendam    | 2:1      | VV Appingedam |
| 24.08.2002 | VV Appingedam | 1:3      | ACV Assen     |
| 27.08.2002 | ACV Assen     | 2:5      | BV Veendam    |
| 27.08.2002 | VV Appingedam | 0:5      | FC Groningen  |

| Pl. | Verein            | Sp. | S | U | N | Tore    | Diff. | Punkte |
| --- | ----------------- | --- | - | - | - | ------- | ----- | ------ |
| 1.  | FC Groningen (E)  | 3   | 2 | 1 | 0 | 009:100 | +8    | 07     |
| 2.  | BV Veendam (D)    | 3   | 2 | 1 | 0 | 008:400 | +4    | 07     |
| 3.  | ACV Assen (A)     | 3   | 1 | 0 | 2 | 005:900 | −4    | 03     |
| 4.  | VV Appingedam (A) | 3   | 0 | 0 | 3 | 002:100 | −8    | 0      |

## K.-o.-Runde

### 2. Runde
NAC Breda und der RKC Waalwijk, die sich in der vergangenen Saison für den UEFA Intertoto Cup 2002 qualifizierten, stiegen in dieser Runde ein. Ab dieser Runde wurde das Silver Goal in der Verlängerung angewandt.
| Datum      |                         | Ergebnis              |                         |
| ---------- | ----------------------- | --------------------- | ----------------------- |
| 09.10.2001 | SV Babberich (A)        | 1:2                   | Stormvogels Telstar (D) |
| 11.10.2001 | VVV-Venlo (D)           | 1:0                   | FC Eindhoven (D)        |
| 05.11.2001 | AGOVV Apeldoorn (A)     | 1:0 n.SG              | FC Volendam (D)         |
| 05.11.2001 | Excelsior Rotterdam (E) | 1:0                   | FC Dordrecht (D)        |
| 05.11.2001 | Excelsior Maassluis (A) | 2:3                   | RBC Roosendaal (E)      |
| 05.11.2001 | Go Ahead Eagles (D)     | 2:3                   | AZ Alkmaar (E)          |
| 05.11.2001 | HSV Hoek (A)            | 1:2                   | NEC Nijmegen (E)        |
| 05.11.2001 | Jong Ajax (A)           | 3:2 n.SG              | SV Huizen (A)           |
| 05.11.2001 | MVV Maastricht (D)      | 3:3 n. V. (5:4 i. E.) | TOP Oss (D)             |
| 05.11.2001 | RKSV Schijndel (A)      | 2:3                   | Sparta Rotterdam (D)    |
| 05.11.2001 | BV Veendam (D)          | 0:5                   | Roda JC Kerkrade (E)    |
| 05.11.2001 | FC Zwolle (E)           | 1:0 n.SG              | Helmond Sport (D)       |
| 06.11.2001 | BVO Emmen (D)           | 0:1                   | FC Groningen (E)        |
| 06.11.2001 | BV De Graafschap (E)    | 2:0                   | SV Argon (A)            |
| 06.11.2001 | HFC Haarlem (D)         | 2:0                   | Heracles Almelo (D)     |
| 06.11.2001 | SC Joure (A)            | 2:1                   | Jong Vitesse (A)        |
| 06.11.2001 | NAC Breda (E)           | 3:1                   | Cambuur Leeuwarden (D)  |
| 06.11.2001 | VV UNA (A)              | 0:2                   | RKC Waalwijk (E)        |
| 06.11.2001 | Willem II Tilburg (E)   | 2:1                   | FC Twente Enschede (E)  |
| 20.11.2001 | ADO Den Haag (D)        | 3:2 n.SG              | SV De Treffers (A)      |

### 3. Runde
| Datum      |                         | Ergebnis |                       |
| ---------- | ----------------------- | -------- | --------------------- |
| 03.12.2002 | Excelsior Rotterdam (E) | 4:2      | Sparta Rotterdam (D)  |
| 03.12.2002 | HFC Haarlem (D)         | 3:2      | MVV Maastricht (D)    |
| 03.12.2002 | Stormvogels Telstar (D) | 1:0      | AZ Alkmaar (E)        |
| 03.12.2002 | VVV-Venlo (D)           | 1:2      | AGOVV Apeldoorn (A)   |
| 04.12.2002 | ADO Den Haag (D)        | 2:1 n.SG | RKC Waalwijk (E)      |
| 04.12.2002 | Jong Ajax (A)           | 2:1      | Willem II Tilburg (E) |
| 04.12.2002 | SC Joure (A)            | 2:3      | FC Groningen (E)      |
| 04.12.2002 | Roda JC Kerkrade (E)    | 1:0 n.SG | NEC Nijmegen (E)      |
| 04.12.2002 | FC Zwolle (E)           | 1:4      | BV De Graafschap (E)  |
| 11.12.2002 | RBC Roosendaal (E)      | 1:3      | NAC Breda (E)         |

### Achtelfinale
Die sechs Klubs der Eredivisie 2001/02, die im Europapokal spielten (Ajax, PSV, Feyenoord, SC Heerenveen, Vitesse, FC Utrecht) stiegen in dieser Runde ein.
| Datum      |                         | Ergebnis |                      |
| ---------- | ----------------------- | -------- | -------------------- |
| 29.01.2003 | Vitesse Arnheim (E)     | 4:2      | NAC Breda (E)        |
| 04.02.2003 | BV De Graafschap (E)    | 2:3      | FC Utrecht (E)       |
| 04.02.2003 | Stormvogels Telstar (D) | 1:3      | SC Heerenveen (E)    |
| 05.02.2003 | ADO Den Haag (D)        | 0:3      | PSV Eindhoven (E)    |
| 05.02.2003 | Ajax Amsterdam (E)      | 1:0      | Roda JC Kerkrade (E) |
| 05.02.2003 | Excelsior Rotterdam (E) | 4:2      | Jong Ajax (A)        |
| 05.02.2003 | Feyenoord Rotterdam (E) | 6:1      | AGOVV Apeldoorn (A)  |
| 05.02.2003 | FC Groningen (E)        | 3:0      | HFC Haarlem (D)      |

### Viertelfinale
| Datum      |                         | Ergebnis |                     |
| ---------- | ----------------------- | -------- | ------------------- |
| 04.03.2003 | Excelsior Rotterdam (E) | 1:3      | FC Utrecht (E)      |
| 05.03.2003 | Ajax Amsterdam (E)      | 4:1      | FC Groningen (E)    |
| 05.03.2003 | Feyenoord Rotterdam (E) | 3:1      | Vitesse Arnheim (E) |
| 05.03.2003 | PSV Eindhoven (E)       | 2:1      | SC Heerenveen (E)   |

### Halbfinale
| Datum       |                         | Ergebnis |                    |
| ----------- | ----------------------- | -------- | ------------------ |
| 15.04.2003  | FC Utrecht (E)          | 2:1      | PSV Eindhoven (E)  |
| 015.04.2003 | Feyenoord Rotterdam (E) | 1:0      | Ajax Amsterdam (E) |

### Finale
| FC Utrecht                          | FC Utrecht | Feyenoord Rotterdam | Feyenoord Rotterdam |
| ----------------------------------- | --- | --- | ------------------- |
| FC Utrecht                          | \| 1. Juni 2003 in Rotterdam (De Kuip) \| \| Ergebnis: 4:1 (1:0) \| \| Zuschauer: 45.000 \| \| Schiedsrichter: Ruud Bossen \| \| Spielbericht \| | \| 1. Juni 2003 in Rotterdam (De Kuip) \| \| Ergebnis: 4:1 (1:0) \| \| Zuschauer: 45.000 \| \| Schiedsrichter: Ruud Bossen \| \| Spielbericht \| | Feyenoord Rotterdam |
| FC Utrecht                          | Harald Wapenaar – Stijn Vreven, Patrick Zwaanswijk, Alje Schut, Etienne Shew-Atjon – Jean-Paul de Jong (71. Jordy Zuidam), Stefaan Tanghe, Pascal Bosschaart, Dirk Kuijt – Igor Gluščević (74. Arco Jochemsen), Dave van den Bergh (84. Abdelhali Chaiat) Cheftrainer: Foeke Booy | Patrick Lodewijks – Song Chong-gug, Glenn Loovens, Gérard de Nooijer (62. Mariano Bombarda), Patrick Paauwe – Paul Bosvelt , Brett Emerton, Thomas Buffel (77. Sebastián Pardo), Bonaventure Kalou – Pierre van Hooijdonk, Robin van Persie (59. Anthony Lurling) Cheftrainer: Bert van Marwijk | Feyenoord Rotterdam |
| FC Utrecht                          | 1:0 Jean-Paul de Jong (39.) 2:0 Igor Gluščević (49.) 3:0 Igor Gluščević (57.) 4:1 Dirk Kuijt (81.) | 3:1 Bonaventure Kalou (72.) | Feyenoord Rotterdam |
| FC Utrecht                          | Jean-Paul de Jong | Brett Emerton, Pierre van Hooijdonk | Feyenoord Rotterdam |
| FC Utrecht                          | Paul Bosvelt (76.) | | Feyenoord Rotterdam |
| 1. Juni 2003 in Rotterdam (De Kuip) | | |                     |
| Ergebnis: 4:1 (1:0)                 | | |                     |
| Zuschauer: 45.000                   | | |                     |
| Schiedsrichter: Ruud Bossen         | | |                     |
| Spielbericht                        | | |                     |